# Okres Interlaken-Oberhasli
Okres Interlaken-Oberhasli (německy Verwaltungskreis Interlaken-Oberhasli) je jedním z okresů kantonu Bern ve Švýcarsku. Jeho sídlem je Interlaken. Nachází se v jihovýchodní části kantonu, z velké části v Bernských Alpách.

## Seznam obcí
| Znak                      | Název obce                | Počet obyvatel (31. 12. 2021) | Rozloha (km²) | Hustota zalidnění (obyv./km²) |
| ------------------------- | ------------------------- | ----------------------------- | ------------- | ----------------------------- |
| Beatenberg                | Beatenberg                | 1218                          | 29,25         | 42                            |
| Bönigen                   | Bönigen                   | 2533                          | 15,08         | 168                           |
| Brienz                    | Brienz                    | 3185                          | 48,06         | 66                            |
| Brienzwiler               | Brienzwiler               | 492                           | 17,64         | 28                            |
| Därligen                  | Därligen                  | 410                           | 6,93          | 59                            |
| Grindelwald               | Grindelwald               | 3774                          | 171,38        | 22                            |
| Gsteigwiler               | Gsteigwiler               | 424                           | 7,03          | 60                            |
| Gündlischwand             | Gündlischwand             | 350                           | 16,68         | 21                            |
| Guttannen                 | Guttannen                 | 245                           | 200,85        | 1                             |
| Habkern                   | Habkern                   | 620                           | 50,96         | 12                            |
| Hasliberg                 | Hasliberg                 | 1123                          | 41,74         | 27                            |
| Hofstetten bei Brienz     | Hofstetten bei Brienz     | 528                           | 8,77          | 60                            |
| Innertkirchen             | Innertkirchen             | 1070                          | 236,59        | 5                             |
| Interlaken                | Interlaken                | 5821                          | 4,27          | 1363                          |
| Iseltwald                 | Iseltwald                 | 417                           | 21,91         | 19                            |
| Lauterbrunnen             | Lauterbrunnen             | 2296                          | 164,66        | 14                            |
| Leissigen                 | Leissigen                 | 1157                          | 10,38         | 111                           |
| Lütschental               | Lütschental               | 219                           | 12,28         | 18                            |
| Matten bei Interlaken     | Matten bei Interlaken     | 4108                          | 5,91          | 695                           |
| Meiringen                 | Meiringen                 | 4653                          | 40,63         | 115                           |
| Niederried bei Interlaken | Niederried bei Interlaken | 374                           | 4,13          | 91                            |
| Oberried am Brienzersee   | Oberried am Brienzersee   | 474                           | 20,14         | 24                            |
| Ringgenberg               | Ringgenberg               | 2582                          | 8,88          | 291                           |
| Saxeten                   | Saxeten                   | 93                            | 19,38         | 5                             |
| Schattenhalb              | Schattenhalb              | 551                           | 31,54         | 17                            |
| Schwanden bei Brienz      | Schwanden bei Brienz      | 647                           | 7,06          | 92                            |
| Unterseen                 | Unterseen                 | 5738                          | 13,99         | 410                           |
| Wilderswil                | Wilderswil                | 2709                          | 13,19         | 205                           |
| Celkem (28)               | Celkem (28)               | 47 811                        | 1229,31       | 39                            |